# Gadjiwan
Gadjiwan (ou Gayivao, Gājiwáu, Gayivayo, Gayioau, Gajiwau, Gadjwan Gadjiwa) est un village du Cameroun, ressortissant de la commune de Mayo-Baléo

## Population
En 1971, Gadjiwan comptait 394 habitants, principalement Koutine (ou Pere).
Lors du recensement de 2005, 1 681 personnes ont été dénombrées dans le village de Gadjiwan et 3 571 dans le canton du même nom.